# Papenhusen
Papenhusen è una località del comune di Stepenitztal nel Meclemburgo-Pomerania Anteriore, in Germania.
Appartiene al circondario (Kreis) del Meclemburgo Nordoccidentale (targa NWM) ed è parte della comunità amministrativa (Amt) di Schönberger Land.
Fino al 24 maggio del 2014 è stato comune autonomo.